# Schlepzig
Schlepzig település Németországban, azon belül Brandenburgban. Lakosainak száma 597 fő (2023. december 31.).

## Népesség
A település népességének változása:
| Lakosok száma | 607  | 603  | 601  | 607  | 597  |
|               | 2017 | 2019 | 2021 | 2022 | 2023 |